# Jefe Powhatan

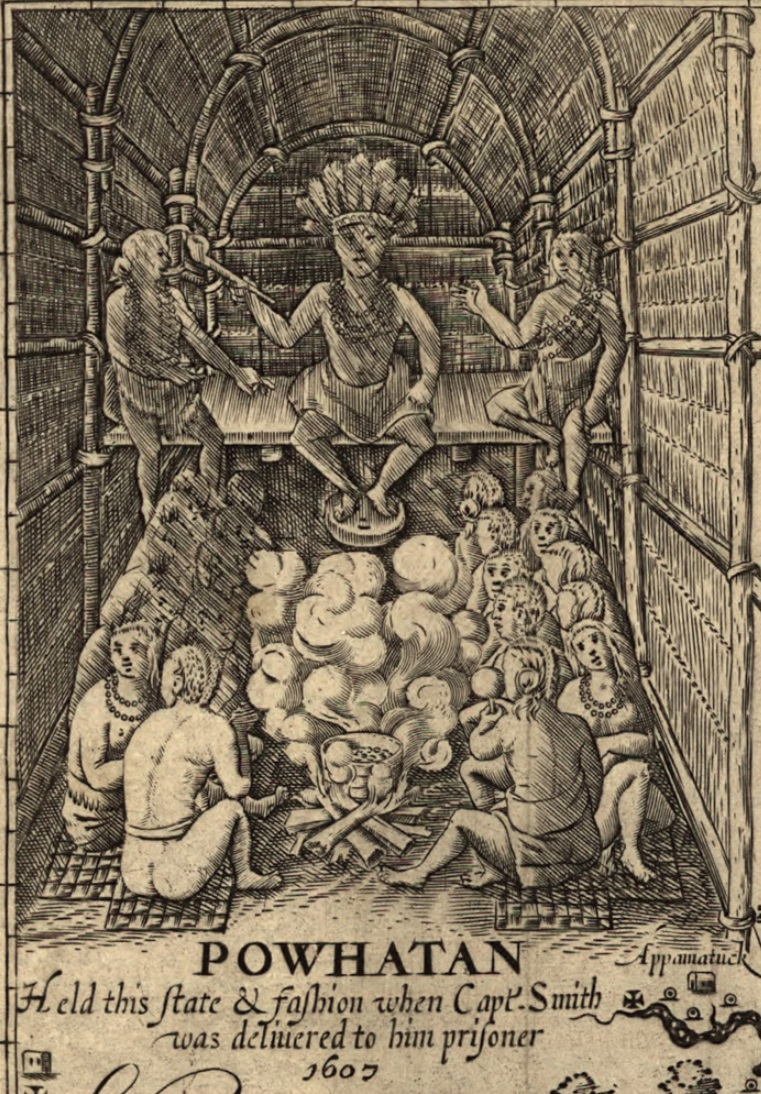
El atuendo del jefe Powhatan incluía un tocado de plumas, varios collares con conchas ensartadas y una túnica.

Wahunsenacah más conocido como  Jefe Powhatan (1547 - 1618). fue un líder de los powhatan, principal etnia de una confederación de tribus que se extendía desde la actual ciudad de Washington D. C. hasta Carolina del Norte en los Estados Unidos. Regía sobre unos 30 pueblos, bajo cuyo entorno se encontraban entre ocho a trece mil personas y gobernaba desde la población de Werowocomoco localizada en el actual condado de Gloucester, Virginia. 
El año 1607, cuando tenía unos 60 años, recibió a un grupo de colonizadores ingleses entre quienes se encontraba John Smith —proclamado Gobernador de Jamestown— y les recibió con cortesía. En su estadía fueron abastecidos con la comida necesaria durante el invierno, que incluía maíz, pescado y carne; asimismo se les enseñó a cultivar los alimentos autóctonos. Además conocieron el tabaco, planta que a la larga sería de gran utilidad económica para los colonizadores. Sin embargo, el mismo caudillo les recibió con alguna precaución debido a los rumores de que algunos tomaban tierras por la fuerza y de que iban armados. 
En el año 1608, John Smith fue capturado por los aborígenes por rencillas que estallaron contra los colonos. En el confinamiento, Powhatan decidió sentenciarlo a muerte. Aunque la realidad de los hechos es aún discutida acerca de la manera cómo el inglés fue liberado, la tradición popular señala a la joven Pocahontas (hija de Powhatan y en ese entonces de unos trece años) como su salvadora, pues invocó su derecho a obtener el servicio de un condenado a muerte como hija del soberano.
Con los años, los conflictos entre nativos y colonizadores arreciaron. En medio de todo esto, Pocahontas fue secuestrada por los ingleses en 1613 y en su aprisionamiento conoció a John Rolfe. El año siguiente, cansado de la guerra y deseando un tratado de paz, el jefe Powhatan quiso ver de nuevo a su hija; una vez cumplido su deseo, supo de las intenciones de la chica de contraer matrimonio con Rolfe. Dos años después la pareja se trasladó a Inglaterra. 
En abril de 1618 falleció Powhatan. Su muerte desencadenó una constante guerra entre los colonizadores y su pueblo, que terminó con la desaparición de la confederación en 1644. John Smith escribió acerca del monarca: 

Es un hombre alto y bien proporcionado...de cabellos grises...y de unos 60 años...; de cuerpo ágil y fuerte para soportar cualquier labor. Lo que él ordena, nadie se atreve a desobedecer. Es extraño ver el gran temor y adoración que toda esta gente le tiene a Powhatan. A sus pies, presentan lo que él desea, y con solo fruncir el ceño, hasta la más poderosa deidad temblaría de miedo: no es de extrañar, porque es terrible y un déspota para castigar a quien le ofenda.